# Cecilia Elisabeth Würzer
Cecilia Elisabeth Würtzer, eller Cicilia Elisabeth, även kallad Madame Woerster, död 10 april 1761, var en svensk (ursprungligen tysk) hovsångerska, konsertsångare och vokalist vid Hovkapellet från 1743 till 1761.

## Biografi
Würtzer kom till Sverige från Tyskland 1743 som medlem i prins Adolf Fredriks musikantgrupp. Hon var medlem av Hovkapellet men fick officiellt sin lön från "Hertigens Hovstat".
Hon utmärkte sig då hon som "hovkapellsångerska" framförde ett parti av Johan Helmich Roman vid kung Fredrik I:s begravning år 1751 tillsammans med Eleonora Witte.
Würtzer var verksam fram till sin död 1761.
Würtzer var gift med handelsmannen Tobias Hindrich Würtzer. De fick tillsammans barnen Adolph Fredrich, Johan Hindrich och Carl Gustaf.